# Feel Up (Pia Mia e YG)
Feel Up è un singolo della rapper guamaniana Pia Mia e del rapper statunitense YG, pubblicato il 6 settembre 2019 su etichetta Def Jam.

## Tracce
1. Feel Up – 2:39